# Áustria no Festival Eurovisão da Canção 2014
Em 10 de setembro de 2013 foi anunciado que Conchita Wurst representaria Áustria no Festival Eurovisão da Canção 2014, depois de esta ter sido selecionada pela emissora austríaca ORF.
A seleção de Wurst gerou polêmica na Áustria. Quatro dias depois da ORF anunciar a sua decisão, mais de 31,000 pessoas tinham feito gosto numa página "Anti-Wurst" no Facebook. Em outubro, o Ministério da Informação de Bielorrússia recebeu uma petição para que BTRC, emissora de Bielorrússia, tirasse a actuação de Wurst do programa. A petição alegou que a actuação iria transformar o Festival "num viveiro de sodomia". Em dezembro, uma petição semelhante surgiu na Rússia.
A cantora, cujo género é neutro, mas utiliza pronomes femininos, passou à final, realizada dia 10 de Maio.